# Eristena oligostigmalis
Eristena oligostigmalis là một loài bướm đêm trong họ Crambidae.